# Río Lea (Vizcaya)
El río Lea es un río situado en el norte de España, en la Cornisa Cantábrica, y que desemboca directamente en el mar Cantábrico, en la localidades vizcaínas de Lequeitio y Mendeja. Este río, junto al río Artibai dan nombre a la comarca Lea-Artibai.

## Curso
El río nace en las faldas del Monte Oiz, muy cerca del Colegiata de Zenarruza. El río pasa por Puebla de Bolívar, Munitibar, Aulestia y Mendeja. Por esta zona se dice que es un vivero de Salmones debido a sus mareas.
Por último este río desemboca en la villa pesquera de Lequeitio.

## Zona especial de conservación
Una parte del río queda incluida en la ZEC (Zona Especial de Conservación) ES2130010 -Lea Ibia / Río Lea